# Скобелевский (Туркменистан)
Ско́белевский — посёлок в Ахалской области Туркменистана, на реке Секизяб в 12 км к юго-западу от города Геок-Тепе. Находится в горах Копетдага в небольшой долине, образованной рекой Секизяб.

## История
Основан в 1891 году русскими переселенцами из Камышинского уезда Саратовской губернии. В 1910 году население составляло 110 человек. После революции переименован в Путь Ленинизма.